# سباق طواف فرنسا 1965
سباق طواف فرنسا 1965 من سلسلة سباقات سباق طواف فرنسا. أقيم هذا السباق في تاريخ 22 يونيو - 14 يوليو 1965 على 22 (24 including split stages) مراحل. بعد مرور 116 ساعة و42 دقيقة و06 ثانية وبعد طي 4177 كم بمتوسط 35.886 كم في الساعة فاز بالميدالية الذهبية فليتشي غيموندي من إيطاليا، فيما حصد رايموند بوليدور من فرنسا الميدالية الفضية، وكانت الميدالية البرونزية من نصيب جياني موتا من إيطاليا.

## الميداليات
| ذهب                      | فضة                     | برونز                |
| فليتشي غيموندي - إيطاليا | رايموند بوليدور - فرنسا | جياني موتا - إيطاليا |